# Schöllbronn
Schöllbronn is een plaats in de Duitse gemeente Ettlingen, deelstaat Baden-Württemberg, en telt 2985 inwoners (2007).